# Hexatoma (Eriocera) mediofila
Hexatoma (Eriocera) mediofila is een tweevleugelige uit de familie steltmuggen (Limoniidae). De soort komt voor in het Palearctisch gebied.